# Obrium rubidum
Obrium rubidum là một loài bọ cánh cứng trong họ Cerambycidae.